# Călinești, Cozmeni
Călinești (în ucraineană Кальнівці, transliterat: Kalnivți și în germană Kalinestie/Cz.) este un sat în raionul Cozmeni din regiunea Cernăuți (Ucraina), depinzând administrativ de comuna Berbești. Are 662 locuitori, în totalitate ucraineni (ruteni).
Satul este situat în partea de sud-vest a raionului Cozmeni.

## Istorie
Localitatea Călinești a făcut parte încă de la înființare din regiunea istorică Bucovina a Principatului Moldovei. După anexarea Bucovinei de către Imperiul Habsburgic în anul 1775, localitatea Călinești a făcut parte din Ducatul Bucovinei, guvernat de către austrieci, făcând parte din districtul Stăneștii de Jos (în germană Unterstanestie). 
După Unirea Bucovinei cu România la 28 noiembrie 1918, satul Călinești a făcut parte din componența României, în Plasa Ceremușului a județului Storojineț. Pe atunci, majoritatea populației era formată din ucraineni, existând și o comunitate de români.
Ca urmare a Pactului Ribbentrop-Molotov (1939), Bucovina de Nord a fost anexată de către URSS la 28 iunie 1940, reintrând în componența României în perioada 1941-1944. Apoi, Bucovina de Nord a fost reocupată de către URSS în anul 1944 și integrată în componența RSS Ucrainene. 
Începând din anul 1991, satul Călinești face parte din raionul Cozmeni al regiunii Cernăuți din cadrul Ucrainei independente. Conform recensământului din 1989, toți cei 667 locuitori ai satului s-au declarat de etnie ucraineană . În prezent, satul are 662 locuitori, în totalitate ucraineni.

## Demografie
Componența lingvistică a localității Călinești
     Ucraineană (98,79%)
     Rusă (1,21%)
Conform recensământului din 2001, majoritatea populației localității Călinești era vorbitoare de ucraineană (98,79%), existând în minoritate și vorbitori de rusă (1,21%).
1930: 1.086 (recensământ)
1989: 667 (recensământ)
2007: 662 (estimare)

## Recensământul din 1930
Componența etnică a comunei Călinești (județul Storojineț)
     Români (1,01%)
     Germani (1,84%)
     Ruteni (93,83%)
     Evrei (2,2%)
     Altă etnie (1,12%)
Componența confesională a comunei Călinești
     Ortodocși (93,46%)
     Adventiști (1,28%)
     Romano-catolici (2,39%)
     Mozaici (2,2%)
     Altă religie (0,67%)
Conform recensământului efectuat în 1930, populația comunei Călinești se ridica la 1.086 locuitori. Majoritatea locuitorilor erau ruteni (93,83%), cu o minoritate de germani (1,84%), una de români (1,01%) și una de evrei (2,20%). Alte persoane s-au declarat: ruși (1 persoană) și polonezi (7 persoane). Din punct de vedere confesional, majoritatea locuitorilor erau ortodocși (93,46%), dar existau și minorități de adventiști (1,28%), romano-catolici (2,39%) și mozaici (2,20%). Alte persoane au declarat: greco-catolici (3 persoane) și evanghelici/luterani (4 persoane).